# 訃報 1988年7月
訃報 1988年7月（ふほう 1988ねん7がつ）では、1988年（昭和63年）7月中に物故した、又は物故が報じられた人物についてまとめる。

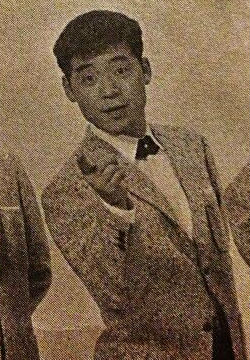
東八郎 / 7月6日没

## （1日 - 15日）
- 7月2日 - 荻昌弘、映画評論家（* 1925年）
- 7月3日 - 井手俊郎、脚本家（* 1910年）
- 7月3日 - 大室勇一、サクソフォーン奏者（* 生年不詳）
- 7月6日 - 東八郎、コメディアン・タレント（* 1936年）
- 7月8日 - 安住敦、俳人・随筆家（* 1907年）
- 7月12日 - 中村光夫、文芸評論家（* 1911年）
- 7月14日 - 末広恭雄、水産学者・随筆家（* 1904年）
- 7月15日 - 松本望、パイオニアの創業者・元会長・元社長

## （16日 - 31日）
- 7月17日 - ブルーザー・ブロディ、プロレスラー（* 1946年）
- 7月20日 - リヒャルト・ホルム、テノール歌手（* 1912年）
- 7月22日 - ラリー・クレモンズ、脚本家（* 1906年）
- 7月25日 - ジュディス・バーシ、子役（* 1978年）
- 7月25日 - 箱崎晋一朗、歌手（* 1945年）
- 7月26日 - 武智鉄二、演劇評論家・演出家（* 1912年）
- 7月31日 - 前野曜子、歌手（* 1948年）
- 7月31日 - アンドレ・ナヴァラ、チェリスト（* 1911年）